# Post Human: Survival Horror
Post Human: Survival Horror (Eigenschreibweise POST HUMAN: SURVIVAL HORROR) ist eine EP der britischen Rock-Band Bring Me the Horizon. Sie erschien am 30. Oktober 2020 bei RCA Records.

## Hintergrund
Am 20. März 2020 gab die Band bekannt, dass sie sich im Heimstudio befinden, um dort Material für ihre achte Platte, die voraussichtlich eine EP werden sollte, zu schreiben und aufzunehmen. Ein Teil davon sollte vom Videospielkomponisten Mick Gordon koproduziert werden. Nachdem Oliver Sykes das Videospiel Doom Eternal gespielt hatte und sich vom Soundtrack der Spiele inspirieren ließ, nahm der Leadsänger Kontakt mit dem Komponisten der Spiele Mick Gordon auf, um bei der Produktion des Songs "Parasite Eve" und der Veröffentlichung als Ganzes zu helfen.
Im August 2020 teilte der Keyboarder der Band Jordan Fish mit, dass Bring Me the Horizon eine Reihe von Veröffentlichungen plane:
“When we get into the other EPs, it'll give us a chance to maybe get some other people on who are a bit more left-field or a bit more out of the box for our band” (deutsch: „Wenn wir zu den anderen EPs kommen, wird uns das die Chance geben, vielleicht ein paar andere Leute zu gewinnen, die etwas unkonventioneller sind oder für unsere Band etwas mehr aus dem Rahmen fallen.“)
Der Leadsänger Sykes erklärte außerdem, dass sie vier EPs unter dem Namen "Post Human" veröffentlichen würden:
“They'll each be totally different with their own sound and mood [...] That's one thing we've never really done. There's often been an over-arching theme on our records, but the music has always felt like a collage. That's cool and I like it, but sometimes you want a soundtrack for a certain occasion and emotion.” (deutsch: „Sie werden alle völlig unterschiedlich sein und ihren eigenen Klang und ihre eigene Stimmung haben, [...] Das ist eine Sache, die wir nie wirklich getan haben. Es gab oft ein übergreifendes Thema auf unseren Platten, aber die Musik fühlte sich immer wie eine Collage an. Das ist cool und gefällt mir, aber manchmal möchte man einen Soundtrack für einen bestimmten Anlass und eine bestimmte Emotion.“)

## Titelliste
| Nr.          | Titel                                                                                               | Autor(en)                                          | Länge |
| ------------ | --------------------------------------------------------------------------------------------------- | -------------------------------------------------- | ----- |
| 1.           | Dear Diary,                                                                                         | Bring Me the Horizon                               | 2:44  |
| 2.           | Parasite Eve                                                                                        | Bring Me the Horizon, Petar Lyondev                | 4:51  |
| 3.           | Teardrops                                                                                           | Oliver Sykes, Jordan Fish                          | 3:35  |
| 4.           | Obey with Yungblud                                                                                  | Oliver Sykes, Jordan Fish, Dominic Harrison        | 3:40  |
| 5.           | Itch for the Cure (When Will We Be Free?)                                                           | Oliver Sykes, Jordan Fish                          | 1:26  |
| 6.           | Kingslayer ft. Babymetal                                                                            | Oliver Sykes, Jordan Fish, Miki Watanabe           | 3:38  |
| 7.           | 1x1 ft. Nova Twins                                                                                  | Oliver Sykes, Jordan Fish, Amy Love, Georgia South | 3:29  |
| 8.           | Ludens                                                                                              | Oliver Sykes, Jordan Fish                          | 4:40  |
| 9.           | One Day the Only Butterflies Left Will Be in Your Chest as You March Towards Your Death ft. Amy Lee | Oliver Sykes, Jordan Fish, Amy Lee                 | 4:03  |
| Gesamtlänge: | Gesamtlänge:                                                                                        | Gesamtlänge:                                       | 32:10 |

## Charts und Chartplatzierungen
| ChartsChartplatzierungen       | Höchstplatzierung | Wochen |
| ------------------------------ | ----------------- | ------ |
| Deutschland (GfK)              | 4 (4 Wo.)         | 4      |
| Österreich (Ö3)                | 7 (3 Wo.)         | 3      |
| Schweiz (IFPI)                 | 6 (2 Wo.)         | 2      |
| Vereinigtes Königreich (OCC)   | 1 (8 Wo.)         | 8      |
| Vereinigte Staaten (Billboard) | 46 (3 Wo.)        | 3      |

## Auszeichnungen für Musikverkäufe
| Land/Region  | Auszeichnungen für Musikverkäufe (Land/Region, Auszeichnung, Verkäufe) | Verkäufe |
| ------------ | ---------------------------------------------------------------------- | -------- |
| Polen (ZPAV) | Gold                                                                   | 10.000   |
| Insgesamt    | 1× Gold ·                                                              | 10.000   |